# Lucio Fabricio

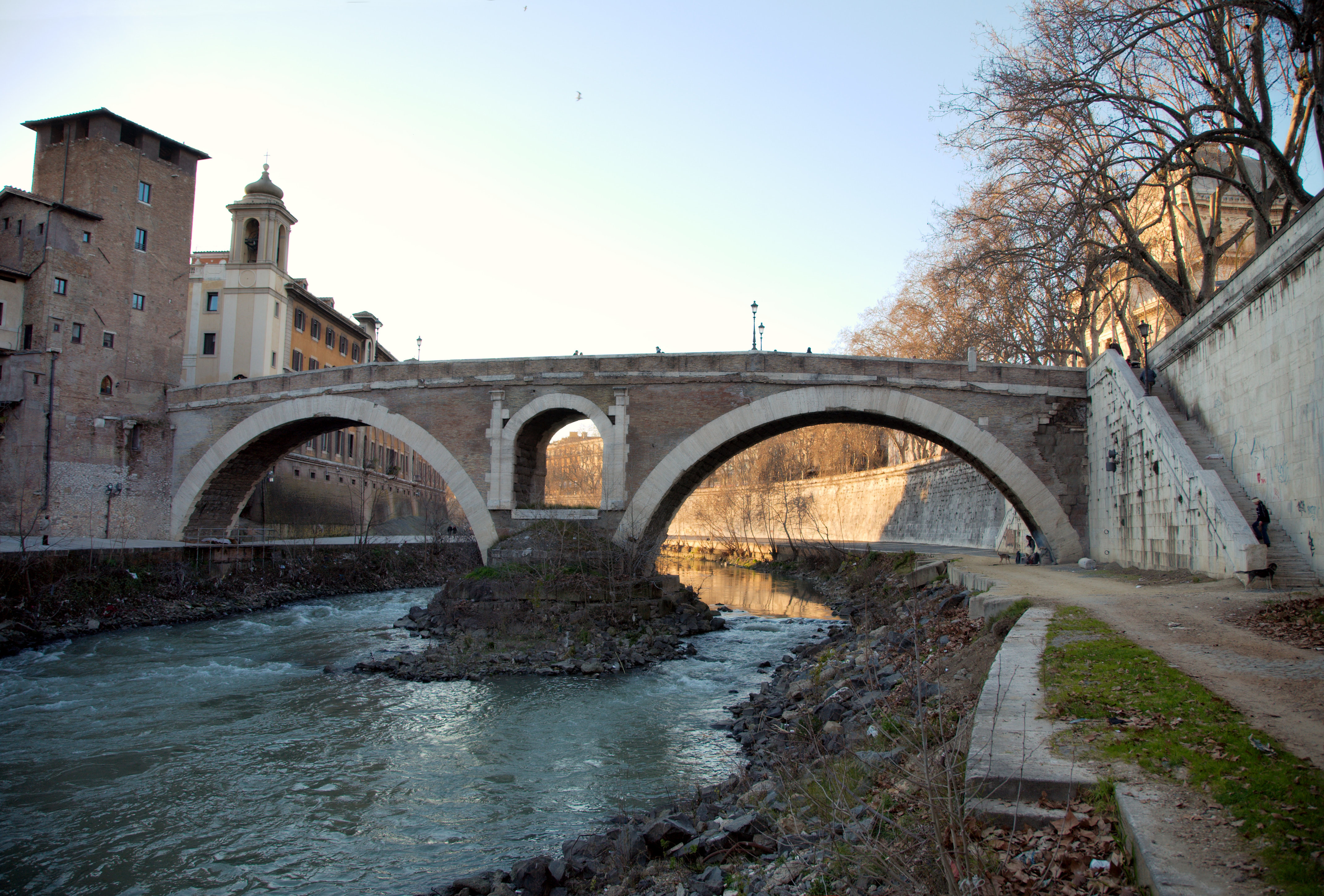
Pons Fabricius, el puente más antiguo de Roma

Lucio Fabricio (en latín, Lucius C. f. Fabricius) fue un político romano del siglo I a. C. constructor del puente Fabricio.
En el año 62 a. C. mientras era curator viarum ordenó construir un puente que uniese la orilla izquierda del Tíber con la isla Tiberina. Quizá ejercía el tribunado de la plebe aquel año.